# Ночь музеев

Афиша акции в Екатеринбурге, в 2009 году

Ночь музеев — международная акция, приуроченная к Международному дню музеев, во время которой можно осмотреть музейные экспозиции ночью. В эту ночь многие музеи открыты для посетителей после захода солнца и почти до утра. Основная цель акции — показать ресурс, возможности, потенциал современных музеев, привлечь в музеи молодежь.

## Возникновение
Впервые «Ночь музеев» была проведена в Берлине в 1997 году.
В 1999 году по инициативе министерства культуры и коммуникаций Франции это мероприятие было расширено: предложено всем французским музеям в одно из весенних воскресений бесплатно открывать доступ посетителям. Акция получила название «Весна музеев» ("Nuit des musées"). С  2001 года в этой акции уже участвовали все музеи 39 стран, подписавших конвенцию по культуре Совета Европы, а руководство этим культурным мероприятием возложено на министерства культуры этих стран. В 2005 году «Весна музеев» переросла в «Ночь музеев». В 2005 в акции приняли участие 750 музеев Франции и 500 музеев Европы.

## Ночь музеев в России
В России первым последователем стал Красноярский музейный центр, в 2002 году он впервые предложил посетить музей ночью.
В 2006 — к акции присоединились 11 музеев из Санкт-Петербурга. В этом же году в акции впервые принимают участие музеи Саратова (Саратовский областной музей краеведения и Саратовский художественный музей имени А. Н. Радищева).
2007 — к европейским странам впервые присоединились Московские и Екатеринбургские музеи: в акции «Ночь в музее» приняли участие несколько городских музеев, продливших свою работу до 21:00 мск.
2008 — к международной акции присоединились музеи Санкт-Петербурга. В рамках петербургской акции 33 городских музея и выставочных зала приняли более 24 тысяч полуночных посетителей.
2009 — в акции участвуют уже 2300 музеев Европы, в том числе, Франции и России. В России в акции «Ночь в музее» принимает участие более 100 арт-организаций (федеральные, городские и частные музеи и галереи). Мероприятия различались по масштабу: некоторые из них были массовые, а некоторые предназначены для 20—30 человек, и записываться на них нужно заранее.
В 2010 году акция прошла в ночь с 15 на 16 мая.
2011 — с 14 на 15 мая, в акции приняли участие 159 городских музеев. Кроме похода в музей, москвичи в эту ночь смогли выехать на автобусные экскурсии по городу. В Екатеринбурге приняли участие 40 выставочных организаций, которые открыли 58 площадок в городе. Всего проект «Европейская ночь музеев в Екатеринбурге — 2011» посетили 67 000 людей. По инициативе Фонда «Покровитель» и компании «Живая вода» к акции впервые присоединились ведущие музеи Оренбурга, сумевшие с 19:00 до 00:00 принять в общей сложности невероятное для своей истории количество посетителей — около 3000 человек за день.
2012 — с 19 на 20 мая.
2013 — с 18 на 19 мая.
2014 — с 17 на 18 мая. В Екатеринбурге работали 73 площадки (в 2011 году — 58), которые посетили 95 тысяч человек (в 2011 году — 67 тысяч). Таким образом, можно констатировать рост популярности акции в четвертом по величине городе России.
2015 — с 16 на 17 мая. Её главной темой стала строчка из произведения Александра Твардовского: «Мы за Родину пали, но она — спасена». Акция будет приурочена к 70-летию Победы в Великой Отечественной войне. В Санкт-Петербурге было открыто более 250 учреждений культуры (музеи, галереи и арт-кластеры).
2016 — с 21 на 22 мая. В петербургской «Ночи» приняли участие 99 музеев, выставочных и концертных залов, галерей и библиотек. Музейные программы посетили более 80 тысяч человек.
2017 — с 20 на 21 мая.
2018 — с 19 на 20 мая. Тема акции «Шедевры из запасников».
2019 — с 17 на 18 июня. Тема акции — «Элементы».
2020 — было объявлено, что в связи с карантином, вызванным пандемией COVID-19, акция будет впервые проходить в онлайн-формате. Трансляции всероссийской акции, которая состоялась 16 мая, посмотрело более 2 млн человек.
2022 — в ночь с 21 на 22 мая.
2023 — в ночь с 13 на 14 мая.
2024 — в ночь с 18 на 19 мая.

## Ночь музеев в Казахстане
2006 — Центральный Государственный музей Казахстана впервые провел акцию «Ночь в музее».